# Nessa Childers
Nessa Childers (Dublino, 9 ottobre 1956) è una politica irlandese.
In occasione delle elezioni europee del 2009 è eletta al Parlamento europeo nelle file del Partito Laburista; conferma il suo seggio alle successive europee del 2009, presentandosi come candidata indipendente.
È figlia di Erskine H. Childers, Presidente della Repubblica d'Irlanda dal 1973 al 1974.